# Oligoneuron krotkovii
Oligoneuron krotkovii là một loài thực vật có hoa trong họ Cúc. Loài này được (B.Boivin) G.L.Nesom mô tả khoa học đầu tiên năm 1993.